# 聖昂布魯瓦站
圣昂布鲁瓦站，是法国的一个铁路车站，位于法国加尔省小镇圣昂布鲁瓦。

## 位置
圣昂布鲁瓦站位于圣昂布鲁瓦市镇中心的西部。车站大致呈南北走向，主站房位于东侧。圣昂布鲁瓦站位于阿莱斯—贝塞日铁路线上，该铁路已于2012年7月7日起停运。

## 设施
圣昂布鲁瓦站门口设有一处小型停车场。

## 停靠线路
圣昂布鲁瓦站现无任何列车停靠和通过。

## 配套交通

### 长途客车
| 圣昂布鲁瓦附近的大巴车          |                       |                                                                                       |
| 上下车地点                      | 运营单位              | 主要目的地                                                                            |
| 圣昂布鲁瓦镇中心 Bd du Portalet | 加尔省城际客运 Edgard | - A13线：罗什居德、圣普里瓦德尚普克洛、巴尔雅克 - E52线：吕桑、于泽斯、布洛扎克、尼姆 |
| 1. 2.                           |                       |                                                                                       |

### 市内交通
| 圣昂布鲁瓦站附近的市内公共交通线路 |                  |                                                               |
| 公交车站名称                       | 位置             | 停靠线路                                                      |
| Gare SNCF                          | 圣昂布鲁瓦站门口 | - 230路：阿莱斯-大仲马 ↔ 圣昂布鲁瓦站 / 塞兹河畔莫利埃-火车站 |
| 1. 2.                              |                  |                                                               |

## 临近车站
| 圣昂布鲁瓦站（Gare de Saint-Ambroix） |                    |                     |
| 上行车站                              | 线路               | 下行车站            |
| 赛兹河畔默里耶尔站                    | 勒泰伊－阿莱斯铁路 | 圣朱利安-雷福马德站 |
| - 本表仅显示运营中的线路及车站        |                    |                     |